# HD 152824
HD 152824 è una stella di magnitudine 5,53 situata nella costellazione dell'Altare. Dista 524 anni luce dal sistema solare.

## Osservazione
Si tratta di una stella situata nell'emisfero celeste australe. La sua posizione è fortemente australe e ciò comporta che la stella sia osservabile prevalentemente dall'emisfero sud, dove si presenta circumpolare anche da gran parte delle regioni temperate; dall'emisfero nord la sua visibilità è invece limitata alle regioni temperate inferiori e alla fascia tropicale. La sua magnitudine pari a 5,5 fa sì che possa essere scorta solo con un cielo sufficientemente libero dagli effetti dell'inquinamento luminoso.
Il periodo migliore per la sua osservazione nel cielo serale ricade nei mesi compresi fra maggio e settembre; nell'emisfero sud è visibile anche per gran parte della primavera, grazie alla declinazione boreale della stella, mentre nell'emisfero sud può essere osservata limitatamente durante i mesi estivi boreali.

## Caratteristiche fisiche
La stella è una stella bianca di sequenza principale, talvolta classificata anche come subgigante blu. Di massa più che tripla rispetto al Sole, ruota su se stessa a più di 300 km/s. Possiede una magnitudine assoluta di -0,5 e la sua velocità radiale negativa indica che la stella si sta avvicinando al sistema solare.